# Cratere Lamont (Marte)
Lamont è un cratere sulla superficie di Marte.
Il cratere è dedicato all'astronomo tedesco di nascita scozzese Johann von Lamont.